# Wingerdweg 28-34
Wingerdweg 28-34 is een complex aan de Wingerdweg in Amsterdam-Noord.
Het betreft een voormalig schoolgebouw, dat gebouwd werd in opdracht van de Publieke Werken. Architect van het geheel is Nicolaas Lansdorp, werkend onder Wichert Arend de Graaf. In het gebouw kwamen in 1926 twee scholen, genaamd de Resedaschool (32-34) en Wingerdschool (28-30). De twee openbare scholen werden geplaatst naast een katholieke school (Sint-Rosaschool, later Katholieke MAVO Noord), die in de Tweede Wereldoorlog beschadigd raakte door een bombardement en rond 1991 is afgebroken. Het gebouw buigt mee met de kromme straat alhier. In de gevels van het gebouw zijn enige beeldjes van Hildo Krop te bewonderen, bestaande uit sprookjesfiguren. 
In 2002 kwam het gebouw in handen van Stadsherstel die het renoveerde en als eigenaar verhuurde als bedrijfsverzamelgebouw. 

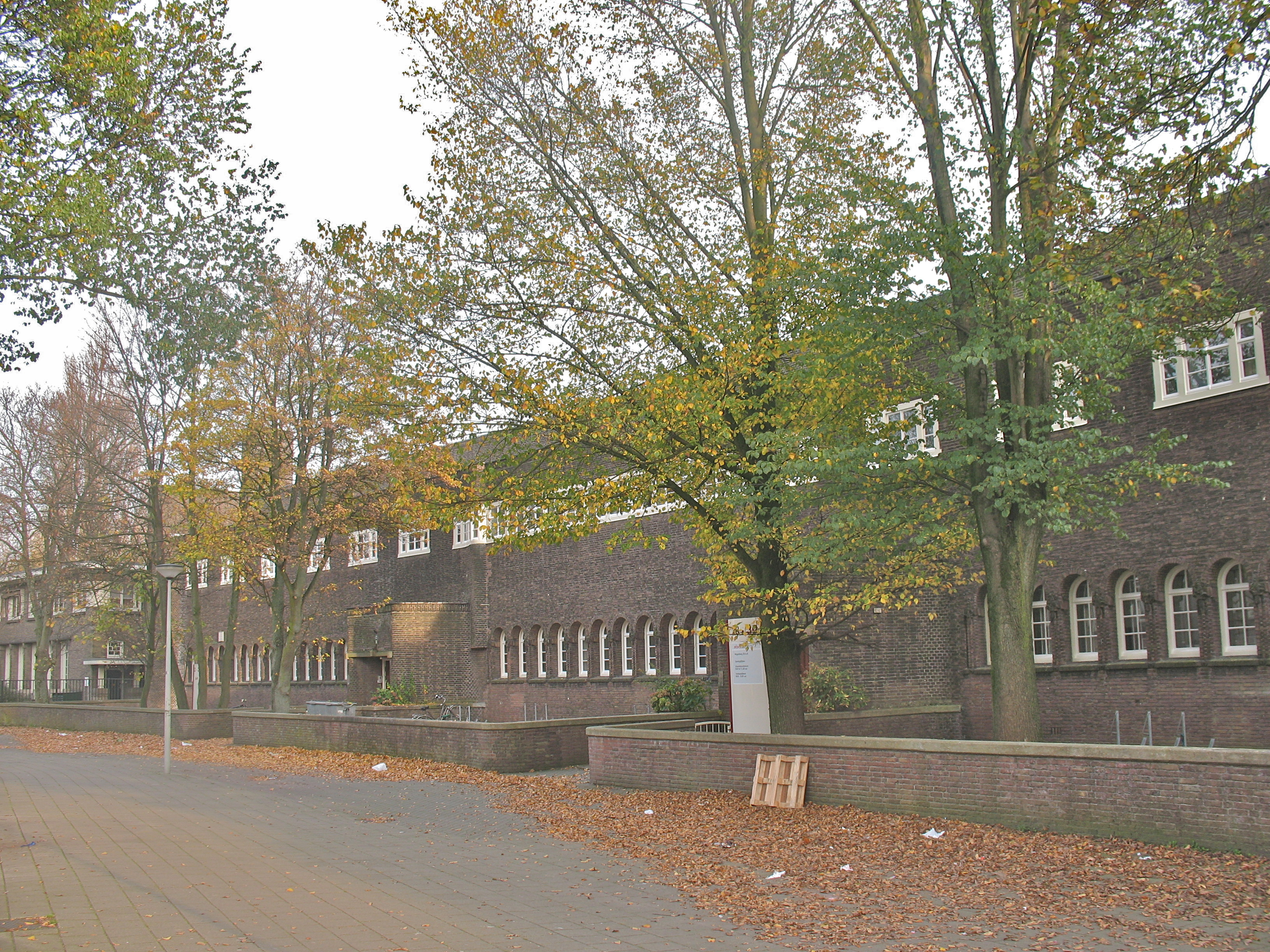
Wingerdweg 28-34 in 2011